# Alexander Viveros
Alexander Viveros (Cali, Valle del Cauca, Colombia; 8 de octubre de 1977) es un exfutbolista colombiano. Jugaba de lateral izquierdo y se retiró en el Deportivo Cali de Colombia.

## Selección nacional
Fue internacional con la selección de fútbol de Colombia entre 1999 y 2005 donde participó en la Copa América 1999 y las Eliminatorias a los mundiales de 2002 y 2006.

### Participaciones enCopas América
| Copa América      | Sede     | Resultado        | PJ | GA | Asis |
| ----------------- | -------- | ---------------- | -- | -- | ---- |
| Copa América 1999 | Paraguay | Cuartos de final | 3  | 0  | 0    |

### Participaciones enEliminatorias al Mundial
| Eliminatoria                                | Sede del Mundial       | Posición               | Resultado              | PJ | GA | Asis |
| ------------------------------------------- | ---------------------- | ---------------------- | ---------------------- | -- | -- | ---- |
| Eliminatorias Mundial de Corea y Japón 2002 | Corea del Sur y Japón  | 6°lugar 27pts          | Eliminado              | 11 | 1  | 0    |
| Eliminatorias Mundial de Alemania 2006      | Alemania               | 6°lugar 24pts          | Eliminado              | 7  | 0  | 0    |
| Total en Eliminatorias                      | Total en Eliminatorias | Total en Eliminatorias | Total en Eliminatorias | 18 | 1  | 0    |

### Goles internacionales
| # | Fecha      | Lugar                          | Rival     | Gol | Resultado | Competición                                 |
| - | ---------- | ------------------------------ | --------- | --- | --------- | ------------------------------------------- |
| 1 | 27-05-2000 | Giants Stadium, Estados Unidos | Jamaica   | 2-0 | 3-0       | Amistoso                                    |
| 2 | 26-06-2000 | Estadio El Campín, Colombia    | Venezuela | 1-0 | 3-0       | Eliminatorias Mundial de Corea y Japón 2002 |

## Clubes
| Club                   | País      | Año       | PJ | Anotado |
| ---------------------- | --------- | --------- | -- | ------- |
| Deportivo Cali         | Colombia  | 1996-1999 | 53 | 1       |
| Cruzeiro               | Brasil    | 2000-2001 | 12 | 1       |
| Fluminense             | Brasil    | 2001      | 0  | 0       |
| Racing                 | Argentina | 2001-2002 | 30 | 0       |
| Cruzeiro               | Brasil    | 2002      | 12 | 1       |
| Boavista               | Portugal  | 2002-2004 | 26 | 0       |
| Nantes                 | Francia   | 2004-2006 | 26 | 0       |
| Grasshopper            | Suiza     | 2006      | 6  | 0       |
| Deportivo Cali         | Colombia  | 2006-2007 | 30 | 0       |
| Talleres               | Argentina | 2008-2009 | 13 | 0       |
| Independiente Medellín | Colombia  | 2009      | 0  | 0       |
| Boyacá Chicó           | Colombia  | 2010      | 27 | 0       |
| Deportivo Cali         | Colombia  | 2011-2012 | 19 | 1       |

## Palmarés

### Campeonatos nacionales
| Título              | Club                   | País      | Año     |
| ------------------- | ---------------------- | --------- | ------- |
| Categoría Primera A | Deportivo Cali         | Colombia  | 1998    |
| Copa de Brasil      | Cruzeiro               | Brasil    | 2000    |
| Primera División    | Racing                 | Argentina | A-2001  |
| Categoría Primera A | Independiente Medellín | Colombia  | II-2009 |